# جبر (قرية)
جبر؛ قرية تقع في محافظة بلجرشي بمنطقة الباحة الإدارية بالمملكة العربية السعودية، تقع على قمم جبال السراة على بعد 9 كم جنوب مدينة بالجرشي على خط عرض (19.82.56) وخط طول (41.64.17) وتبعد عن مكة المكرمة 258.73 كم جنوبا ويبلغ ارتفاعها عن سطح البحر (2100 م) واتجاه القبلة (314.369 درجة) من الشمال باتجاه حركة عقارب الساعة.

## السكان
يعود اصل قرية جبر الى قبيلة بلجرشي و شيخهم احمد بن مصبح و يبلغ عدد سكان قرية جبر قرابة 3000 ثلاثة الاف فرد موزعين على ستة فخوذ ( لحام )، وهي كالتالي:
1- فخذ (البجرة ) وينتسب له عدة من الاسر وهي : 
ال علي ( منهم ال عثمان)
المساحقة
وال شعير
ال مناع
2- فخذ ( الهففة ) وينتسب له عدد من الاسر وهي : 
ال سعيد : فيهم ال عايد، وال قراح  و العليفي
ال شرحة ويدخل فيهم ال شويل
وال سدران ويدخل فيهم بن غيثة وال حنون و المعجب
3- فخذ ( الزهراء ) وينتسب له عدد من الاسر وهي :
ال عاتي:
(بيت صالح ، بيت سعيد)
ال لوفة
ال علوة
العجر: 
بيت الدوخ
بيت هلال
وال حسناء ( مسفر بن فرج )
4- فخذ ( الزيان ) وينتسب له عدد من الاسر وهي : 
الزهري
ال سلمان
وال لافي
ال مروان
ال شعلة
المرازيق.
5- فخذ ( المناصير ) وينتسب له عدد من الاسر وهي :
ال سليمان
والحامد منهم الفقية و اخوانة
ال بركات.
6- فخذ ( القرن ) وينتسب له عدد من الاسر وهي : 
ال غرم
ال سند 
ال عطية
ال محمود.

## المناخ
مناخ القرية متفاوت ففي فصل الصيف تبلغ درجة الحرارة العظمى 30 درجة مئوية وفي فصل الشتاء تصل إلى صفر درجة مئوية ويوصف عموما بأنه معتدل صيفا بارد شتاء، وتعيش القرية أيام تحت الضباب والسحب لعرضها لجبهات هوائية رطبة تأتي من السهل التهامي الذي تشرف عليه وتتساقط الأمطار على القرية طوال فصول السنة بنسب متفاوتة وحسب دورة الطقس المتأثرة بها جبال السراة.